# Florian Van Acker
Florian Gheorghe Jozef Helena Van Acker (Zalău, 28 februari 1997) is een Belgisch tafeltennisser.

## Levensloop
Van Acker werd geboren in het Roemeense Zalău. Hij heeft een verstandelijke beperking en een autismespectrumstoornis.
Hij behaalde een gouden medaille op de Paralympische Zomerspelen van 2016 en op de Paralympische Zomerspelen van 2020 veroverde hij brons. Daarnaast werd hij in 2018 wereldkampioen en behaalde hij tweemaal brons op een WK (2014 en 2022). Ook is Van Acker drievoudig Europees kampioen (2015, 2019 en 2023). In 2017 behaalde hij brons op het EK.